# Вижница (река)
Вижница — река в России, протекает в Гусь-Хрустальном районе Владимирской области. Левый приток реки Поль.

## География
Река Вижница берёт начало в лесах. Течёт на запад. На реке расположен крупный посёлок Иванищи. Устье реки находится в 37 км по левому берегу реки Поль. Длина реки составляет 12 км.

## Данные водного реестра
По данным государственного водного реестра России относится к Окскому бассейновому округу, водохозяйственный участок реки — Ока от водомерного поста у села Копоново до впадения реки Мокша, речной подбассейн реки — бассейны притоков Оки до впадения Мокши. Речной бассейн реки — Ока.
Код объекта в государственном водном реестре — 09010102312110000026290.